# Leo van der Bijl
Leonardus (Leo) van der Bijl (Bovenkerk, 28 november 1857 - Nieuwer-Amstel, 8 augustus 1943) was een Nederlands opzichter, architect en begraafplaatsdirecteur.
Hij was zoon van Agnes Pot en werkman/veenman Roelof van der Bijl. Hijzelf trouwde in 1883 met Maria Geertruida Vermolen. Zoon Theo van der Bijl werd musicus. Hij was ereburger van Nieuwer-Amstel en begiftigd met het kruis Pro Ecclesia et Pontifice. Van der Bijl werd begraven bij de parochiekerk in Bovenkerk (familiegraf).
Hij had eerst andere beroepen van graveur (1883) en winkelier (1886). In 1927 stond men stil bij het belang van Van der Bijl in de gemeente. Hij was rond de eeuwwisseling toegetreden tot het ambtenarenkorps van Nieuwer-Amstel. Hij werd als bouwkundige op 31 oktober 1907 gemeentelijk opzichter en ontwikkelde zich van daaruit tot gemeente-architect en directeur van begraafplaats Zorgvlied. Burgemeester Arie Colijn stond bij zijn zeventigste verjaardag stil bij zijn werkzaamheden en noemde hem een “hoogstand ambtenaar”, die tevens lid was van de schoonheidcommissie van Nieuwer-Amstel, waarvan architect Arnold Ingwersen voorzitter was. Zoon Theo van der Bijl en zijn vrouw Martha Alida Vlasman verzorgden de muzikale omlijsting. Van der Bijl kreeg als geschenken een clubfauteuil en vulpenhouder met oorkonde.   
Op 1 april 1929 ging Van der Bijl met pensioen. In 1930 spande hij zich nog in voor een te houden eeuwfeest voor Jan Willem Brouwers, pastoor te Bovenkerk. In 1940 staakte hij zijn werkzaamheden voor de schoonheidscommissie; hij werd daarin opgevolgd door Wouter Hamdorff, architect voor onder andere Rijkswaterstaat.
In 2019 publiceerde achterkleinzoon Frans Roël in eigen beheer het boek Van der Bijl een architectenfamilie in Nieuwer-Amstel over de architect Leo van der Bijl en over twee van zijn zoons Jacob van der Bijl en Herman van der Bijl, die in 1935 het hoogaltaar en het Maria-altaar ontwierp van de Sint-Augustinuskerk (Amsterdam-Buitenveldert)
.